# قاچاق انسان در کلمبیا
قاچاق انسان در کلمبیا (انگلیسی: Human trafficking in Colombia) یک منبع عمده قاچاق زنان و دختران است، مشخصاً با هدف فحشاء اجباری در آمریکای لاتین، کارائیب، اروپای غربی، آسیا و آمریکای شمالی، از جمله ایالات متحده آمریکا.
در کلمبیا، برخی از مردان در شرایط کار اجباری یافت می‌شوند، اما مشکل بزرگ‌تر کماکان فحشاء اجباری زنان و کودکان مناطق روستایی و مناطق شهری است.
موارد پراکنده از ازدواج اجباری ـ یک عامل افزایش دهنده خطر قاچاق انسان ـ خدمتکاری خانگی اجباری و گدائی اجباری گزارش شده‌است. برخی کودکان به کار اجباری در معادن، در بخش کشاورزی یا کلفتی یا نوکری در خانه‌ها، گمارده می‌شوند. گروه‌هایی که در معرض خطر جدی قاچاق داخلی هستند، شامل افراد آواره، زنان فقیر در مناطق روستائی و بستگان اعضای سازمانهای جنایتکار می‌باشند. خشونتهای مسلحانه در کلمبیا موجب آوارگی بسیاری از جوامع شده‌است و آنها را در مقابل قاچاق انسانی آسیب‌پذیر کرده‌است.
گروه‌های مسلح غیرقانونی جدید، کودکان را برای پیوستن به صفوف خود مجبور می‌کنند؛ دولت تخمین می‌زند هزاران کودک در چنین شرایطی مورد استثمار قرار می‌گیرند. اعضای باندها و شبکه‌های جنایت سازمان یافته، بستگان و آشنایان خود و افراد آواره - به‌طور معمول زنان و کودکان - را به فحشا و کار اجباری، از جمله کار اجباری در تجارت غیرقانونی مواد مخدر، مجبور می‌کنند. کلمبیا به ویژه شهرهای ساحلی مانند کارتاژنا و بارانکیلا همچنین مقصد گردشگری جنسی کودکان خارجی است. برخی مهاجران از آمریکای جنوبی، آفریقا و چین که از طریق کلمبیا به ایالات متحده و اروپا عبور می‌کنند، ممکن است قربانی قاچاقچیان شوند.

## اقدامات دولت
دولت کلمبیا به‌طور کامل از حداقل استانداردهای حذف قاچاق انسان تبعیت می‌کند. در طی دوره گزارش، دولت اقدامات اجرای قانون را علیه قاچاقچیان افزایش داده، اقدامات پیشگیرانه را تقویت کرده و همچنان به ارائه خدمات برای قربانیان از طریق یک مرکز عملیات مشترک ضد قاچاق و از طریق همکاری با سازمان‌های غیردولتی و سازمان‌های بین‌المللی ادامه داد. با این حال تعداد قابل توجه کلمبیاهایی که به خارج از کشور قاچاق می‌شوند، نشاندهنده نیاز به افزایش تلاش‌های پیشگیرانه و خدمات قربانیان است.
دفتر نظارت و مبارزه با قاچاق انسان در وزارت امور خارجه ایالات متحده در سال ۲۰۱۷ کشور کلمبیا را در رده اول قرار داد.